# Harcerska Szkoła Ratownictwa ZHP

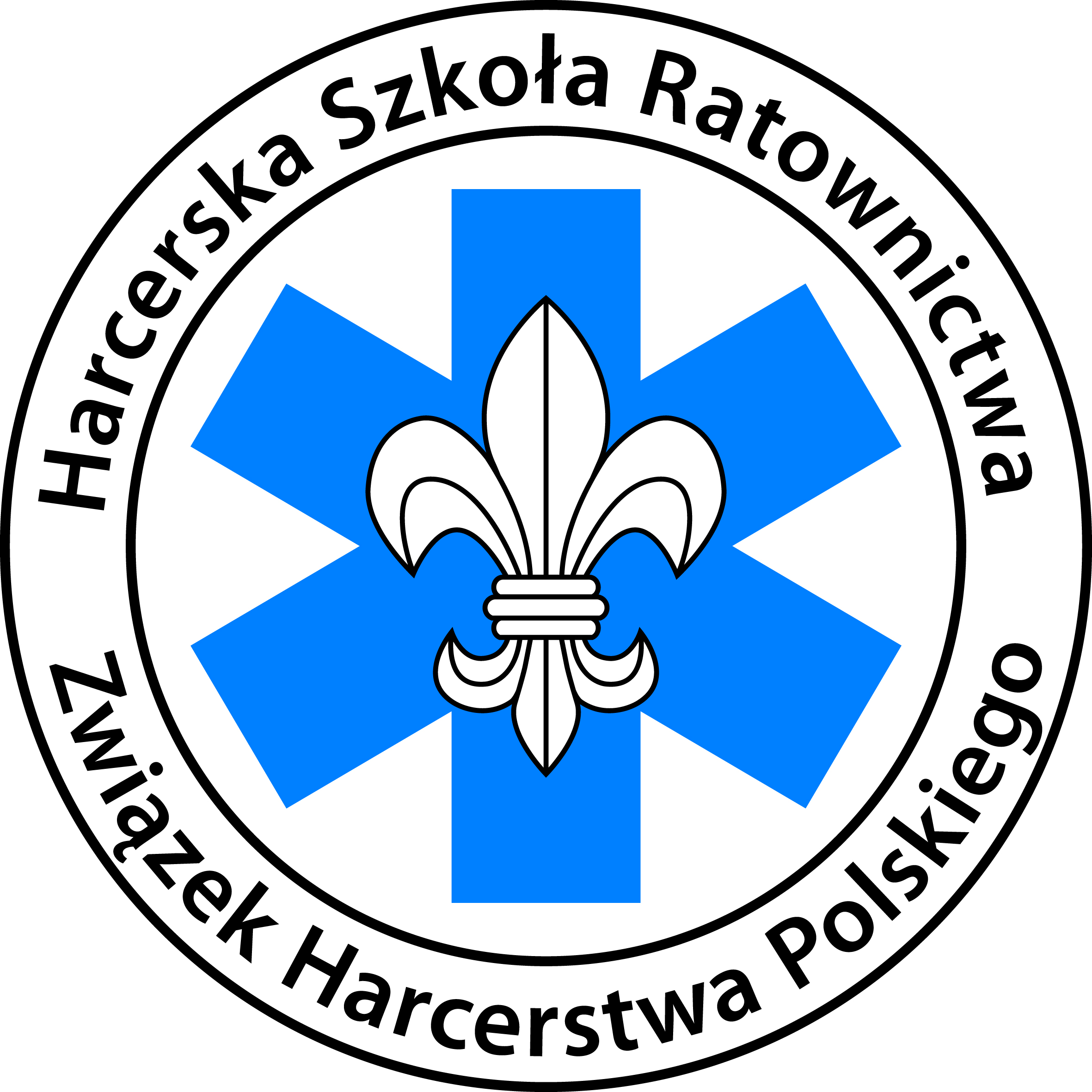
Logo Harcerskiej Szkoły Ratownictwa ZHP

Harcerska Szkoła Ratownictwa (HSR) – wydział Głównej Kwatery Związku Harcerstwa Polskiego odpowiedzialny za specjalność ratowniczą, promocję zdrowego trybu życia oraz nauczanie pierwszej pomocy przedmedycznej.

## Misja i Cele HSR
Misją HSR jest wychowanie młodych ludzi przez nauczanie pierwszej pomocy i propagowanie zdrowego trybu życia. Harcerska Szkoła Ratownictwa wpiera proces wychowawczy zuchów, harcerzy, harcerzy starszych i wędrowników poprzez nauczanie pierwszej pomocy oraz wspiera zdobywanie i wykorzystywanie umiejętności ratowniczych.
Celem działania HSR jest kształtowanie odpowiednich postaw wśród harcerzy, ale równie ważne jest przekazywanie konkretnej wiedzy i umiejętności ratowniczych. Cele zostały ujęte w następujących punktach:
- propagowanie idei niesienia pomocy oraz zdrowego trybu życia,
- organizacja powszechnych szkoleń z zakresu pierwszej pomocy,
- szkolenie celowe zespołów harcerskich na potrzeby działań podejmowanych przez ZHP,
- organizacja dla członków ZHP szkoleń z zakresu pierwszej pomocy i ratownictwa, we współpracy z odpowiednimi instytucjami i organizacjami zajmującymi się tą tematyką,
- organizacja dla członków ZHP szkoleń z dziedzin przydatnych w ratownictwie, w porozumieniu z uprawnionymi instytucjami i organizacjami,
- organizacja służb medycznych w trakcie przedsięwzięć programowych i kształceniowych organizowanych na poziomie centralnym,
- opracowywanie instrumentów metodycznych, propozycji programowych i poradnictwa w zakresie pierwszej pomocy i ratownictwa oraz propagowania zdrowego trybu życia.

Szkoła dąży do tego, aby harcerz będąc świadkiem zdarzenia był osobą, która zareaguje i będzie potrafiła prawidłowo udzielić pierwszej pomocy poszkodowanemu. HSR przeszkoliła dotychczas z zakresu pierwszej pomocy ponad 30 000 osób.
Swoją misję HSR realizuje na kilka sposobów. Podstawowym zadaniem Szkoły jest organizacja kursów z zakresu pierwszej pomocy. Kurs taki jest początkiem drogi dla harcerza w ramach specjalności ratowniczej. Dalsze działania w tym obszarze HSR wspiera poprzez m.in. opracowywanie materiałów i propozycji programowych wspierających nauczanie pierwszej pomocy w jednostkach, organizowanie zawodów ZHP w ratownictwie oraz współorganizację innych przedsięwzięć programowych i kształceniowych w ramach ZHP. Odpowiada także za wspieranie podnoszenia kwalifikacji kadry harcerskich drużyn i jednostek ratowniczych. HSR wspiera również rozwój instruktorów, poprzez ścieżkę rozwoju instruktora pierwszej pomocy, przygotowywanie wymagań do dalszego rozwoju i organizowanie warsztatów specjalistycznych i doskonalących.

## Historia HSR
Działalność HSR rozpoczęła się w 1994 roku. Pierwotnie działała jako Inspektorat Harcerskich Drużyn Ratowniczych i Medycznych GK ZHP. Obecna nazwa obowiązuje od 1996 roku. W tym samym roku odbyło się kilka ważnych wydarzeń. Pierwsze duże zabezpieczenie realizowane przez HSR – zabezpieczenie koncertu Michaela Jacksona na warszawskim Bemowie, pierwszy Kurs Instruktorski HSR w Stebniku, a także unifikacja kursów HSR, które kończyły się uzyskaniem Brązowej Odznaki Ratownika Medycznego (BORM).
Pierwsze Ogólnopolskie Zawody ZHP w Ratownictwie odbyły się w Poznaniu w roku 1997. W roku 2005 HSR podpisał porozumienie z Polską Radą Resuscytacji, a w listopadzie tego roku zorganizowała w Warszawie konferencję „Rola organizacji pozarządowych we wzmacnianiu bezpieczeństwa powszechnego w kraju”, gdzie rozmawiano o polskich organizacjach zajmujących się tematyką pierwszej pomocy i ratownictwa.
Rok 2007 był rokiem przyjęcia wytycznych dla rozwoju instruktorów Harcerskiej Szkoły Ratownictwa, czyli tak zwanego “systemu Instruktora Potencjalnego”. Od tego momentu każdy kandydat na Instruktora HSR musiał najpierw zdobyć status IP, realizując konkretnie określone zadania. Rok 2010 był momentem kolejnych dużych zmian w HSR – wprowadzony został wtedy nowy system szkoleń – Wędrownicze i Starszoharcerskie Kursy Pierwszej Pomocy. Ukończenie tych pierwszych (WKPP) kończyło się zdobyciem odznaki będącej sprawnością mistrzowską “Ratownik ZHP”.  W tym samym roku HSR wzięła udział wraz z harcerzami z ZHP w zabezpieczeniu uroczystości po katastrofie Smoleńskiej. Rok 2014 przyniósł Szkole pierwszą wypracowaną przez Instruktorów HSR “Strategię HSR”, która określała w jakim kierunku Szkoła ma się rozwijać i wyznaczała w tym zakresie kamienie milowe. Od tego momentu strategia stała się stałym dokumentem w pracach HSR.
W 2016 Instruktorzy HSR podjęli się wpsólprzygotowania i współprzeprowadzenia wraz z HOPR i PCK zabezpieczenia Światowych Dni Młodzieży z udziałem Ojca Świętego, które odbywały się w Krakowie. Było to drugie tak duże zabezpieczenie po tym z 1996 zrealizowane przez HSR, w które włączeni byli Instruktorzy HSR, Ratownicy HSR oraz harcerze z uprawnieniami i wykształceniem medycznym. Przed tym wydarzeniem HSR koordynowała akcję szkoleń z zakresu Kwalifikowanej Pierwszej Pomocy, która realizowana była w ZHP w ramach przygotowań do ŚDM.
W roku 2017 przeprowadzona została ewaluacja dotychczasowego systemu Instruktorów Potencjalnych, w wyniku której powstał nowy system IP, obowiązujący do teraz (stan na styczeń 2024). Następnym dużym wydarzeniem, które HSR wsparła pod kątem organizacji zabezpieczenia był Zlot ZHP w Gdańsku. Głównym zadaniem HSR w tym zakresie była koordynacja szkoleń z zakresu KPP i zbieranie zgłoszeń wśród Ratowników ZHP. Podczas samego Zlotu obecni oraz byli Instruktorzy HSR byli zaangażowani również w prowadzenie zajęć programowych, m.in. ucząc pierwszej pomocy czy przekazując wiedzę z transplantologii.
Lata 2019-2020 przyniosły kolejną reformę w systemie szkoleń HSR – wprowadzone zostały Kursy Pierwszej Pomocy HSR Moduł I i Moduł II (więcej o kursach poniżej). Jednak w wyniku pandemii COVID-19, która zamroziła wszelkie działania ZHP i tym samym HSR – kursy modułowe na dobrą sprawę zaczęła funkcjonować w połowie 2022 roku. W międzyczasie Instruktorzy HSR przygotowali, w odpowiedzi na potrzebę szkoleń z pierwszej pomocy w rygorze sanitarnym, program Hybrydowych Kursów Pierwszej Pomocy, które łączyły naukę online z bezpiecznymi ćwiczeniami. W okresie pandemicznym członkowie Szefostwa HSR weszli w skład Sztabu Kryzysowego ZHP, który odpowiadał za wydawanie wytycznych do działania dla całego Związku. Odpowiedzialni byli za konsultowanie tematów około medycznych i związanych z pierwszą pomocą.
W 2021 roku przeprowadzona została gruntowna zmiana zasad działania szkoły. Aktualizacji doczekała się zarówno Konstytucja HSR jak i Regulamin Instruktorski. Stworzona została również nowa Strategia HSR. W roku 2023 HSR wspierała zabezpieczenie wizyty Prezydenta Wołodymyra Zełenskiego w Warszawie, która związana była z zaangażowaniem Polski oraz harcerzy z ZHP w pomoc Ukrainie po inwazji Rosji na Ukrainę i wybuchu wojny za naszą wschodnią granicą. Przedstawiciel HSR został również zaproszony na spotkanie z Prezydentami w Pałacu Prezydenckim jako jeden z przedstawicieli ZHP.
W 2024 roku, podczas Warsztatów Instruktorskich, które odbywały się w Warszawie, obecni i byli Instruktorzy HSR świętowali 30-lecie Harcerskiej Szkoły Ratownictwa. W czerwcu 2025 przedstawiciele HSR wzięli udział w konferencji "Społeczeństwo obywatelskie jako czynnik odporności i gotowości na zjawiska kryzysu we współczesnej UE. Doświadczenia i wyzwania" organizowanej w ramach polskiej prezydencji w Radzie Unii Europejskiej, podczas której, z przedstawicielami rządu i NGO z całego świata, podzielili się 30-letnim doświadczeniem HSR w zakresie szkoleń z pierwszej pomocy i budowania ratowniczej społeczności w ZHP.

### Szefowie HSR
Od 2007 roku Szefowie wybierani są na trzyletnią kadencję. Do 2014 roku kandydat na Szefa musiał zdobyć minimum 2/3 głosów obecnych podczas głosowania Instruktorów HSR. Gdy podczas wyborów w listopadzie 2013 roku żaden z kandydatów nie otrzymał wymaganej liczby głosów podjęto decyzję o ponownym głosowaniu po pół roku i zmianie ordynacji wyborczej. Od tamtego momentu kandydat musiał zdobyć bezwzględną większość głosów przy obecności kworum wynoszącego 2/3 uprawnionych do głosowania. Obecnie, rozkazem Naczelnika ZHP hm. Grzegorza Woźniaka z dnia 1.04.2022 r., kandydat na Szefa musi uzyskać większość głosów osób zgromadzonych na Zbiórce Wyborczej. Wybory są ważne, niezależnie od liczby osób w nich biorących udział. Instruktorzy oddawać głosy mogą osobiście, przez uprawionego do głosownia pośrednika lub korespondencyjnie.
| Okres pełnienia funkcji               | Imię i nazwisko                 | Uwagi                                                                                     |
| ------------------------------------- | ------------------------------- | ----------------------------------------------------------------------------------------- |
| 1994 – 2002                           | hm. Rafał Klepacz               | założyciel HSR                                                                            |
| 2002 – 1 grudnia 2007                 | hm. Katarzyna Krawczyk          |                                                                                           |
| 1 grudnia 2007 – 27 listopada 2010    | phm. Jakub Sieczko              | jako pierwszy wybrany w głosowaniu Instruktorów HSR                                       |
| 27 listopada 2010 – 7 czerwca 2014    | hm. Anna Mazurczak              | w związku z niewybraniem następcy w listopadzie 2013 roku pełniła funkcję pół roku dłużej |
| 7 czerwca 2014 – 18 listopada 2017    | hm. Maciej Rutkowski            |                                                                                           |
| 18 listopada 2017 – 17 listopada 2018 | hm. Katarzyna Kopeć – Godlewska | kadencja przerwana z powodów osobistych                                                   |
| 17 listopada 2018 – 22 kwietnia 2022  | hm. Maciej Rutkowski            | kadencja przedłużona ze względu na wynikający z pandemii brak kandydatów na funkcję       |
| 22 kwietnia 2022 – 25 listopada 2023  | hm. Lidia Jóźwiak-Kukawska      | kadencja przerwana z powodu rezygnacji                                                    |
| od 25 listopada 2023                  | hm. Marta Cogiel-Rybak          |                                                                                           |

## Struktura HSR
Czynnych instruktorów HSR (takich, którzy mają aktualne uprawnienia do prowadzenia kursów HSR) jest w Polsce ok. 100. Są wśród nich studenci i absolwenci medycyny, ratownictwa medycznego i pielęgniarstwa. Większość z nich jednak to osoby na co dzień niezwiązane z działalnością ratowniczą, dla których pierwsza pomoc i jej nauczanie jest pasją, dlatego też prowadzą bezinteresownie szkolenia dla harcerzy. Wiedza i umiejętności ratownicze, które przekazuje HSR oparte są konsensusem różnych zaleceń z wytycznych Europejskiej Rady Resuscytacji, EBM (od ang. evidence-based medicine), ITLS (International Trauma Life Support) czy ILCOR (International Liaison Committee on Resuscitation).
W większości Chorągwi Związku Harcerstwa Polskiego istnieje Inspektorat Ratowniczy, który sprawuje merytoryczny nadzór nad jednostkami ratowniczymi na swoim terenie, a także odpowiada za kontakt z drużynami i środowiskami chętnymi na organizację kursu pierwszej pomocy.

### Szefostwo HSR
Za bieżącą działalność Harcerskiej Szkoły Ratownictwa odpowiada Szefostwo HSR. Obecne Szefostwo zostało wybrane podczas wyborów przeprowadzonych w trakcie Warsztatów Instruktorskich HSR 25 listopada 2023 roku. W jego skład wchodzą:
- hm. Marta Cogiel-Rybak – Szefowa HSR,
- hm. Mariola Korus – Zastępczyni Szefowej HSR ds. instruktorów i instruktorów potencjalnych,
- hm. Robert Latacz – Zastępca Szefowej HSR, Przewodniczący Rady Merytorycznej i Forum A,
- hm. Bartłomiej Składowski – Skarbnik HSR,
- phm. Andrzej Maćkowiak – Członek Szefostwa HSR ds. organizacyjnych,
- phm. Michał Haponiuk - Członek Szefostwa HSR ds. wsparcia jednostek ratowniczych i zabezpieczeń ratowniczych (od czerwca 2025)
- pwd. Zuzanna Janas – Sekretarzyni HSR.

Byli członkowie obecnego Szefostwa HSR
- hm. Dorota Jadczak – Członkini Szefostwa HSR ds. inspektoratów ratowniczych – do maja 2024

### Zespoły w HSR
W ramach Harcerskiej Szkoły Ratownictwa działają obecnie dwa zespoły:
- Rada Merytoryczna HSR – która będąc organem doradczym i wpierającym działania Szefostwa HSR, nadzoruje merytoryczną stronę działań HSR, związanych z nauczaniem pierwszej pomocy i ratownictwa. W skład Rady Merytorycznej wchodzą Instruktorzy HSR posiadający wykształcenie i doświadczenie medyczne, będący specjalistami w dziedzinie pierwszej pomocy i ratownictwa.
- Forum A – to organ doradczy Szefostwa HSR ds. instruktorskich, wspierający Szefostwo w działaniach mających na celu kształcenie i rozwój instruktorów HSR. Zespół odpowiedzialny jest m.in. za opracowywanie programu kursu instruktorskiego HSR i jego przeprowadzenie, a także opiniowanie zasad zdobywania klas instruktorskich.

Do roku 2020 nad merytoryczną poprawnością kursów oferowanych przez HSR czuwała Rada Programowa. Przewodniczącą Rady była dr Małgorzata Zembrzuska, Sekretarzem Rady hm. Katarzyna Krawczyk, w jej skład wchodzili ponadto: prof. Janusz Andres, prof. Wojciech Gaszyński, dr hab. Tomasz Łazowski, dr Ignacy Baumberg, Krzysztof Panufnik, hm. Rafał Klepacz. W roku 2020 Rada Programowa została rozwiązana, a na jej miejsce powołana została Rada Merytoryczna HSR złożona z Instruktorów HSR.

## Kursy HSR
W styczniu 2020 nastąpiły zmiany w prowadzonych szkoleniach. Obecnie instruktorzy HSR prowadzą 4 rodzaje kursów (stan na styczeń 2024 r.):
- Kurs Pierwszej Pomocy HSR – Moduł I[8]  – ponad 15-godzinny kurs przeznaczony przede wszystkim dla wędrowniczek i wędrowników oraz osób realizujących próby na stopień przewodnika oraz harcerza orlego. Tematyka zajęć jest tak dobrana, aby była jak najlepiej dopasowana do potrzeb przyszłego wychowawcy i opiekuna. Podczas kursu uczestnicy uczą się wszystkiego, co może uczynić świadek na miejscu zdarzenia, aby pomóc poszkodowanemu w przeżyciu aż do przyjazdu profesjonalnych służb. Kurs składa się z wykładów i pokazów, jednak najwięcej czasu poświęca się na ćwiczenia praktyczne i udzielanie pomocy w profesjonalnie zainscenizowanych symulacjach. Realizm sytuacji pozwala kursantom oswoić się z tym, jak naprawdę może wyglądać udzielanie pomocy w miejscu zdarzenia.
- Kurs Pierwszej Pomocy HSR – Moduł II[9] – prawie 15-godzinny kurs przeznaczony dla absolwentów Modułu I. Program szkolenia jest rozszerzony względem pierwszej części o takie zagadnienia jak m.in. wypadek drogowy, RKO z użyciem pocket-mask, ciężkie obrażenia i urazy. Ukończenie kursu uprawnia do noszenia odznaki „Ratownik ZHP”[10].
- Starszoharcerski Kurs Pierwszej Pomocy – 9-godzinne szkolenie, które w większości składa się z pokazów i ćwiczeń. Kursanci zapoznają się ze sposobami postępowania w najbardziej powszechnych sytuacjach życia codziennego. Adresatami kursów są harcerki i harcerze starsi.
- Kurs Instruktorski HSR[11] – szkolenie obejmuje ugruntowanie wiedzy z zakresu pierwszej pomocy, dydaktykę ratownictwa, motywowanie do czynności ratowniczych, komunikację interpersonalną, umiejętność pracy z grupą i radzenie sobie w trudnych sytuacjach szkoleniowych, a także prawne i etyczne aspekty związane z udzielaniem i nauczaniem pierwszej pomocy. Kurs adresowany do osób pełnoletnich, które chcą nauczać pierwszej pomocy zgodnie z metodyką pracy HSR. Warunkiem zakwalifikowania[12] się na kurs jest zdobycie statusu Instruktora Potencjalnego HSR[13] oraz posiadanie stopnia min. przewodnika.

Oprócz tego w ramach Harcerskiej Szkoły Ratownictwa odbywa się duża liczba innych szkoleń z zakresu pierwszej pomocy w Harcerskich Klubach Ratowniczych, Harcerskich Grupach Ratowniczych oraz szkoleń prowadzonych przez Chorągwiane Inspektoraty Ratownicze. Przykładowo członkowie jednostek harcerskich mogą brać udział w licznych Chorągwianych Warsztatach Ratowniczych czy różnorodnych grach, na których mają możliwość doskonalenia swoich umiejętności.

## Harcerskie Kluby Ratownicze
W ZHP istnieją Harcerskie Kluby Ratownicze, które spełniają rolę wsparcia w rozwoju harcerzy poprzez pracę ze specjalnościami. Najczęściej skupiają one wędrowników, którzy chcą rozwinąć swoją wiedzę z zakresu ratownictwa. Jednostki te często współpracują ze służbami profesjonalnymi (PSP, pogotowie ratunkowe, Szpitalne Oddziały Ratunkowe). Harcerscy wolontariusze często uczestniczą m.in. w lokalnych zabezpieczeniach. Każdy HKR, oprócz szefa prowadzącego jego działalność, musi mieć również opiekuna merytorycznego, który będąc osobą o wykształceniu medycznym może czuwać nad prawidłowością szkoleń i działań ratowniczych. W kilku miejscach w Polsce istnieją też Harcerskie Grupy Ratownicze i drużyny harcerskie o specjalności ratowniczej.

## Ogólnopolskie Zawody ZHP w Ratownictwie[14]
Pierwsze próby inicjowania wspólnych działań i rywalizacji harcerskich środowisk ratowniczych w Związku Harcerstwa Polskiego podejmowane były już w połowie lat dziewięćdziesiątych. Działający wówczas przy Głównej Kwaterze ZHP instruktorzy Inspektoratu Harcerskich Drużyn Ratowniczych i Medycznych wyszli z inicjatywą organizacji specjalnych zlotów dla harcerzy zainteresowanych pracą ze specjalnością ratowniczą. Ogólnopolski Zlot Harcerskich Drużyn Ratowniczych i Medycznych odbył się dwukrotnie. Z czasem Inspektorat przyjął nazwę Harcerskiej Szkoły Ratownictwa, a formuła spotkań harcerzy – ratowników zmieniła się ze zlotów w ogólnopolską rywalizację o nagrody. Okazało się, że zainteresowanie imprezą sięga szeroko poza harcerskie drużyny ratownicze. Pierwsze Ogólnopolskie Zawody ZHP w Ratownictwie odbyły się w Poznaniu w 1997 roku. Od 2000 roku, kiedy to w Perkozie odbyła się druga edycja zmagań, Zawody odbywały się co roku, aż do 2017 roku. Edycje Zawodów z 2018 roku (Zielona Góra) i 2019 (Choceń) zostały odwołane ze względu na niewystarczającą liczbę zgłoszeń. Planowane na 2020 rok Zawody nie odbyły się ze względu na wybuch pandemii COVID-19. Wprowadzone ograniczenia w kraju i w ZHP uniemożliwiły organizację tego rodzaju wydarzeń, w związku z czym organizacja zawodów została wstrzymana. Pierwsze popandemiczne Zawody odbyły się w roku 2023 w Warszawie.
Kolejne spotkania odbywały się w następujących miastach:
- 2001 – Łódź
- 2002 – Szczecin
- 2003 – Perkoz
- 2004 – Opole
- 2005 – Gdynia
- 2006 – Gdynia
- 2007 – Białystok
- 2008 – Pająk / Częstochowa
- 2009 – Poznań
- 2010 – Warszawa
- 2011 – Wadowice
- 2012 – Toruń
- 2013 – Gdańsk (XV Ogólnopolskie Zawody ZHP w Ratownictwie)
- 2014 – Chorzów
- 2015 – Płock
- 2016 – Kraków
- 2017 – Pszczyna
- 2023 – Warszawa
- 2024 – Tarnowskie Góry
- 2025 - Tomaszów Mazowiecki

W ramach Ogólnopolskich Zawodów ZHP w Ratownictwie organizowane zazwyczaj są dwie trasy:
- trasa podstawowa - dostępna dla osób zainteresowanych pierwszą pomocą, absolwentów kursów wędrowniczych oferowanych przez Harcerską Szkołę Ratownictwa,
- trasa zaawansowana – na której Ratownicy ZHP współpracują ze służbami ratowniczymi i wykorzystują profesjonalny sprzęt, a poziom zadań czekających na uczestników jest na poziomie Kursu Kwalifikowanej Pierwszej Pomocy.

Coroczne ratownicze zmagania są jednymi z najpopularniejszych specjalnościowych zawodów organizowanych przez instruktorów Związku Harcerstwa Polskiego.